# Provincia de Oro
Provincia Oro, actualmente llamada provincia del Norte, es una provincia costera de Papúa Nueva Guinea, cuya capital es Popondetta. La provincia cubre un área de 22,800 km², y de acuerdo al censo del año 2000 tenía una población de 133,065 habitantes. En el extremo norte culmina el Sendero de Kokoda en el pueblo del mismo nombre, donde se puede ubicar el activo volcán de monte Lamington.
En el pueblo de Kokoda se encuentra el Hospital conmemorativo de Kokoda.
- Datos: Q753686